# Herbert Freeman
Herbert Freeman (geboren 13. Dezember 1925 in Frankfurt am Main als Herbert Friedmann; gestorben 15. November 2020) war ein US-amerikanischer Computer-Ingenieur und Informatiker.

## Leben
Herbert Friedmann war ein Sohn des Arztes Leo Friedmann und der Nadja Friedmann, er hatte einen Bruder. Friedmann floh 1938 über Zürich in die Vereinigten Staaten. Freeman studierte an der Union University in New York mit dem Bachelor-Abschluss 1946 und an der Columbia University mit dem Master-Abschluss 1948 und der Promotion 1956. Von 1948 bis 1958 war er Leiter der Abteilung Advanced Studies in Engineering bei der Sperry Corporation (damals Sperry Gyroscope) und 1959/60 war er dort Leiter der Datenverarbeitung. 1958/59 war er Gastprofessor am Massachusetts Institute of Technology. 1960 bis 1975 war er Professor für Elektrotechnik an der New York University, an der er 1968 bis 1973 der Fakultät vorstand. 1966/67 war er Gastprofessor an der ETH Zürich. 1975 bis 1985 war er Professor am Rensselaer Polytechnic Institute und ab 1985 an der Rutgers University. 1985 bis 1990 war er dort Direktor des Center for Computer Aids for Industrial Productivity.
1973 war er Gastprofessor an der Universität Pisa und 1982 an der Stanford University. Er war auch Gastprofessor am Technion.
Freeman baute bei Sperry 1953 den SPEEDAC-Computer. Später befasste er sich mit Computergraphik, Mustererkennung und Bildverarbeitung. Nach ihm ist der Freeman-Code benannt. In den 1980er Jahren war er ein Pionier bei der automatischen Platzierung von Marken auf Karten (Automatic Label Placement) und gründete die Firma MapText.
1999 erhielt er den Computer Pioneer Award der IEEE Computer Society. Er war Fellow der IEEE und der Association for Computing Machinery und war Guggenheim Fellow. 1994 erhielt er den K. S. Fu Prize der International Association for Pattern Recognition.
Er war seit 1955 mit der Lehrerin Joan Sleppin verheiratet, sie hatten drei Kinder. 2020 verstarb Freeman im Alter von 94 Jahren.